# Oczko (jezioro)
Oczko (niem. Tränke See) – niewielkie, płytkie jezioro na Równinie Torzymskiej, w powiecie słubickim, w gminie Rzepin.

## Opis
Jezioro położone wśród lasów Puszczy Rzepińskiej, około 2,5 km na południowy zachód od miejscowości Gajec. Silnie zeutrofizowane, zagospodarowane przez PZW.